# Gunnar Dalgren
Ernst Sune Gunnar Dalgren, född 21 december 1918 i Linköpings Sankt Lars församling, Linköping, död 21 augusti 2009 i Hägersten, Stockholm, var en svensk kommunalpolitiker i Stockholms stad (folkpartist).
Dalgren var kulturborgarråd i Stockholms stadshus mellan 24 augusti 1959 och 12 december 1964. Han var ledamot av skolkommittén inom planeringsnämnden mellan 1964 och 1967.
Dalgren var redaktör för Skördebladet från 1944. Han är begravd på Brännkyrka kyrkogård.